# Cinturón negro (película)
Cinturón negro (黒帯 Kuro-obi?) es una película japonesa de 2007 dirigida por Shunichi Nagasaki. Se centra principalmente en las artes marciales del Karate. La película destaca por excluir las habituales exageraciones del género. Los papeles principales son interpretados por expertos karatecas, sin usar efectos especiales.

## Argumento
Los eventos tienen lugar en la Manchuria de 1932 ocupada por los japoneses, donde el líder corrupto del Ejército Imperial Japonés está tratando de hacerse cargo de todos los dōjōs de Karate para su propio beneficio. El maestro Eiken Shibahara (Yosuke Natsuki), de uno de estos dōjōs situado en la isla de Kyushu, muere antes de entregar su cinturón negro a uno de sus sucesores. Tres de sus pupilos: Taikan (Tatsuya Naka, 7º Dan de Karate Shotokan), Giryu (Akihito Yagi, 7º Dan de Karate Meibukan Gōjū-ryū) y Choei (Yuji Suzuki, 1º Dan de Karate Kyokushin), tienen la misión de decidir entre ellos quién lo merece más. 
Tras enterrar a su maestro, son forzados a abandonar el dōjō y unirse al Ejército Japonés. Llegados a este punto, sus viajes los llevan a caminos diferentes tanto en la vida como en la comprensión de las enseñanzas de su maestro de artes marciales. Finalmente se reúnen para combatir contra la corrupción y defender la tradición.

## Reparto
- Akihito Yagi - Giryu
- Tatsuya Naka - Taikan
- Yuji Suzuki - Choei
- Yosuke Natsuki - Sensei Eiken Shibahara
- Fuyuhiko Nishi - Sensei Takaomi Togo
- Shinya Owada - General Hidehisa Goda
- Takayasu Komiya - Ohmoji
- Hakuryu - Capitán Kiichi Tanihara
- Tarō Suwa - Kenkichi
- Arashi Fukasawa - Kenta
- Narumi Konno - Hana
- Kimika Yoshino - Chiyo

## Lanzamientos en DVD
Tokyo Shock (Estados Unidos)
- Relación de aspecto: Panorámico (1:85:1) anamórfico
- Sonido: Japonés (Dolby Digital 5.1), Japonés (Dolby Digital 2.0 Stereo)
- Subtítulos: Inglés
- Suplementos: Tráiler; tráileres de Heroes Two, The Master, Challenge of the Masters y The Deadly Duo
- Región 1, NTSC

Madman Entertainment (Australia)
- Relación de aspecto: Panorámico  (1:78:1) anamórfico
- Sonido: Japonés (Dolby Digital 5.1), Japonés (Dolby Digital 2.0 Stereo)
- Subtítulos: Inglés
- Suplementos: Making of de Black Belt; tráiler teatral; anuncio de televisión; tráileres de Kaidan, Death Trance, A Tattooed Life y Sonny Chiba Boxset Volume 1
- Región 4, PAL